# Parque nacional Quttinirpaaq
El Parque nacional Quttinirpaaq es un parque nacional de Canadá, situado en la esquina noreste de la isla de Ellesmere, en la región de Qikiqtaaluk del Territorio de Nunavut. Es el parque más al norte de Canadá y el segundo más al norte en la Tierra tras el parque nacional del noreste de Groenlandia. En el idioma inuktitut, Quttinirpaaq significa «la cima del mundo». 
Primero se estableció como Reserva parque nacional Isla de Ellesmere en 1988 («Ellesmere Island National Park Reserve»), pero el nombre fue cambiado a Quttinirpaaq en 1999, cuando se creó el territorio de Nunavut, y se convirtió en parque nacional en 2000. La tierra aquí está dominada por la roca y el hielo. Es un desierto polar con muy poca precipitación anual y en él hay numerosos glaciares. Es, por superficie, el segundo parque mayor de Canadá tras el parque nacional Wood Buffalo. La vida vegetal y animal se concentra en la región del lago Hazen, que debido a su ubicación se ha protegido un clima más suave que las mesetas circundantes. El parque incluye el pico Barbeau, que tiene 2.616 m y es la montaña más alta de Nunavut.

## Galería

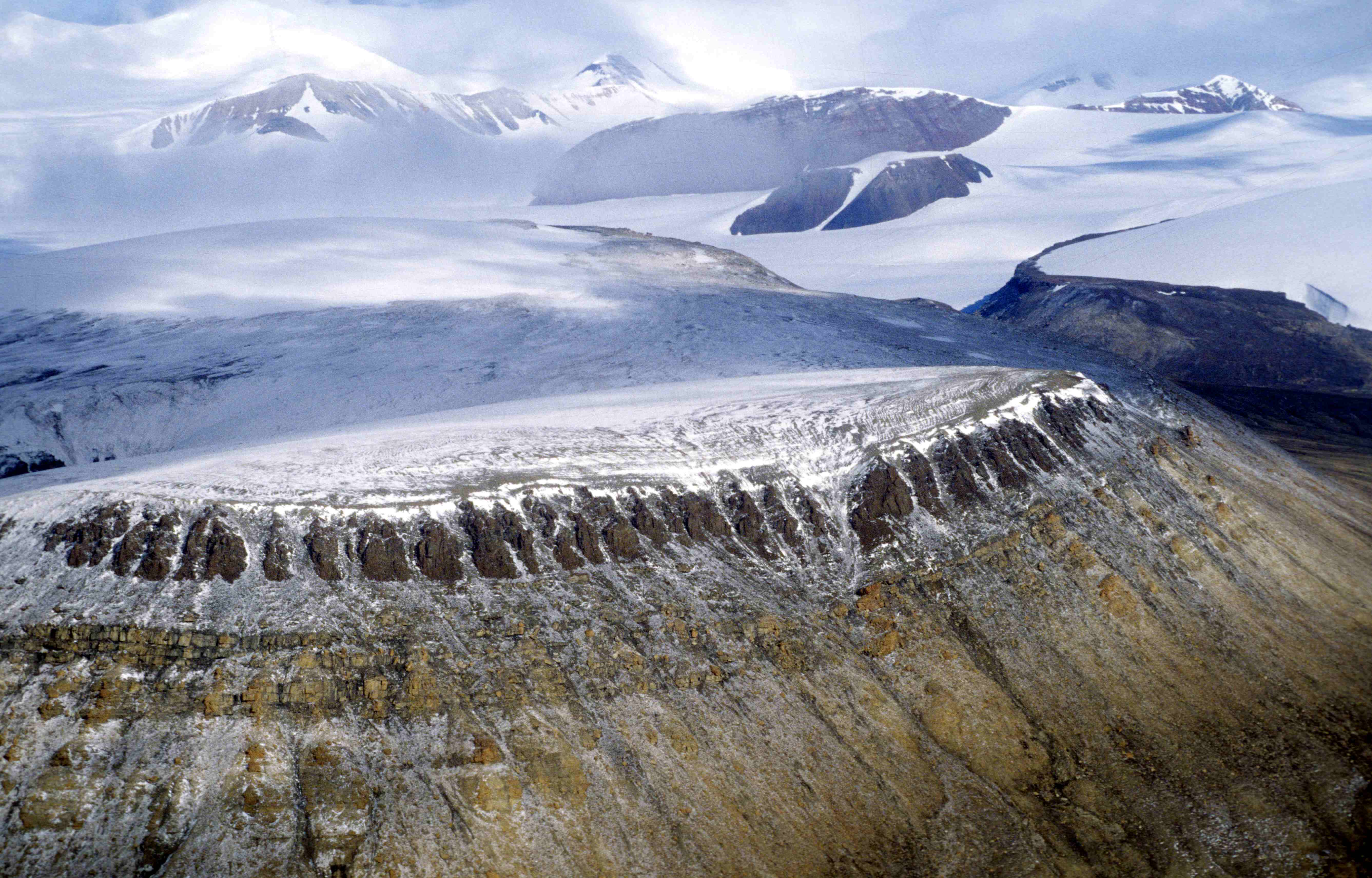
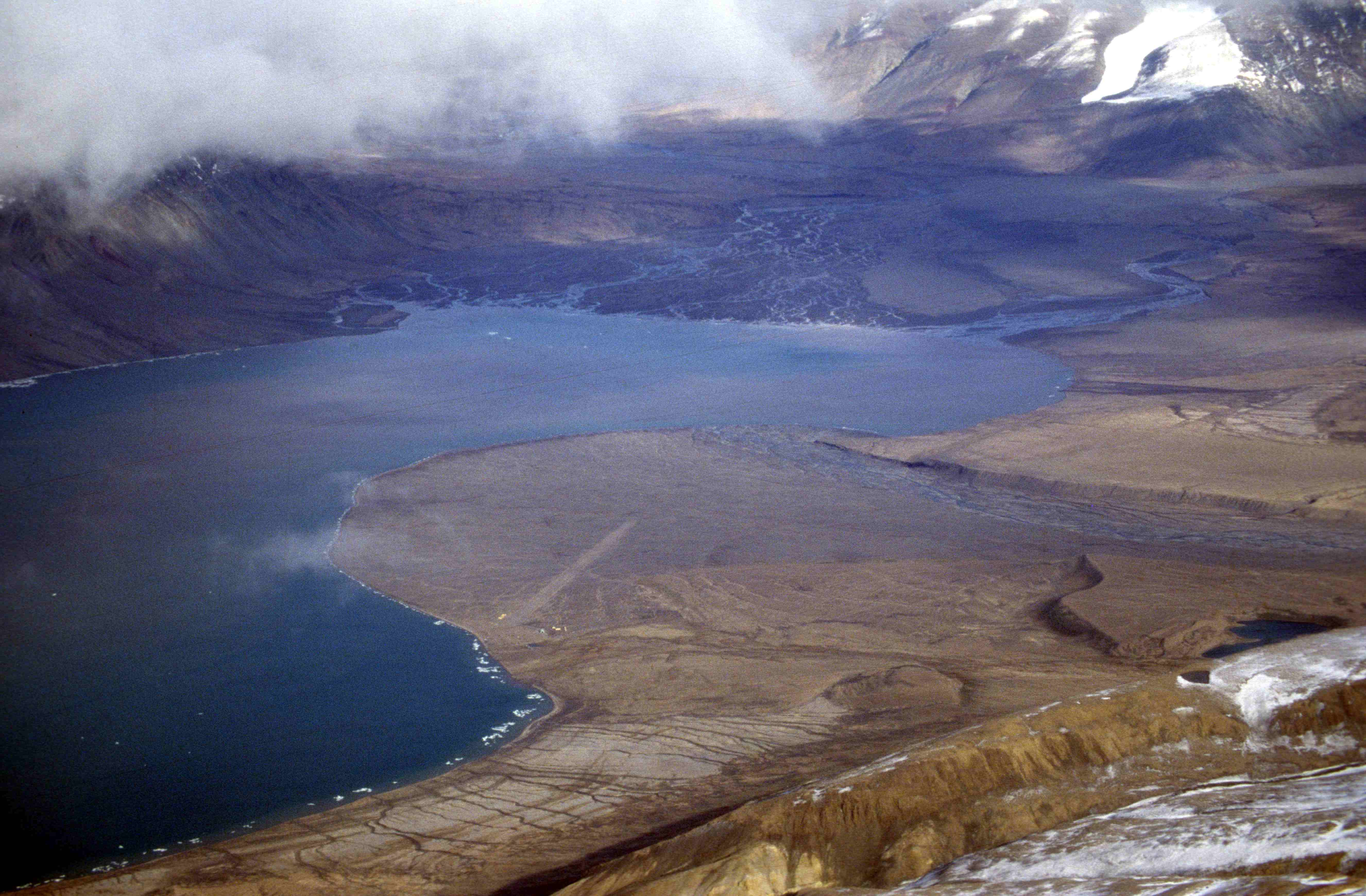
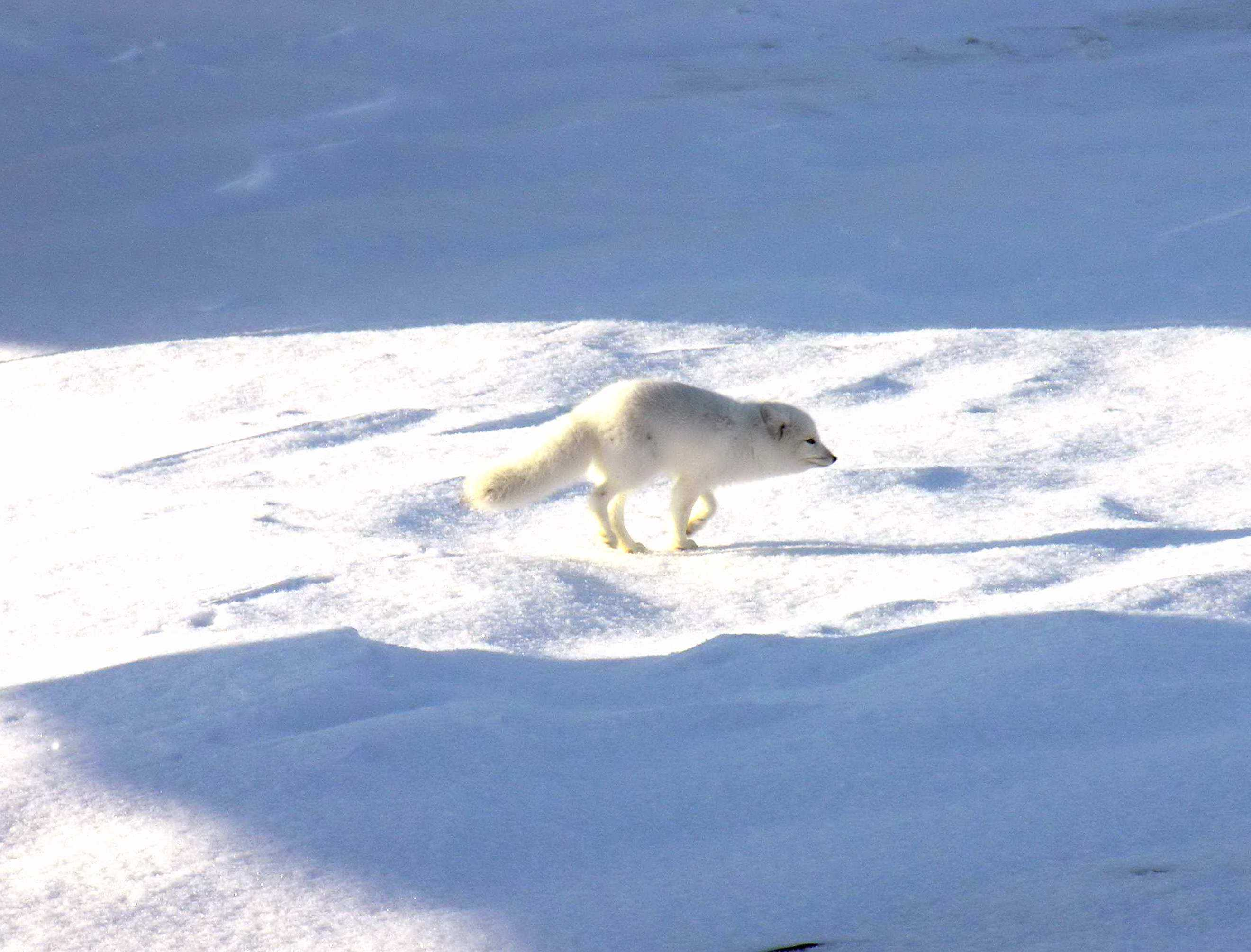
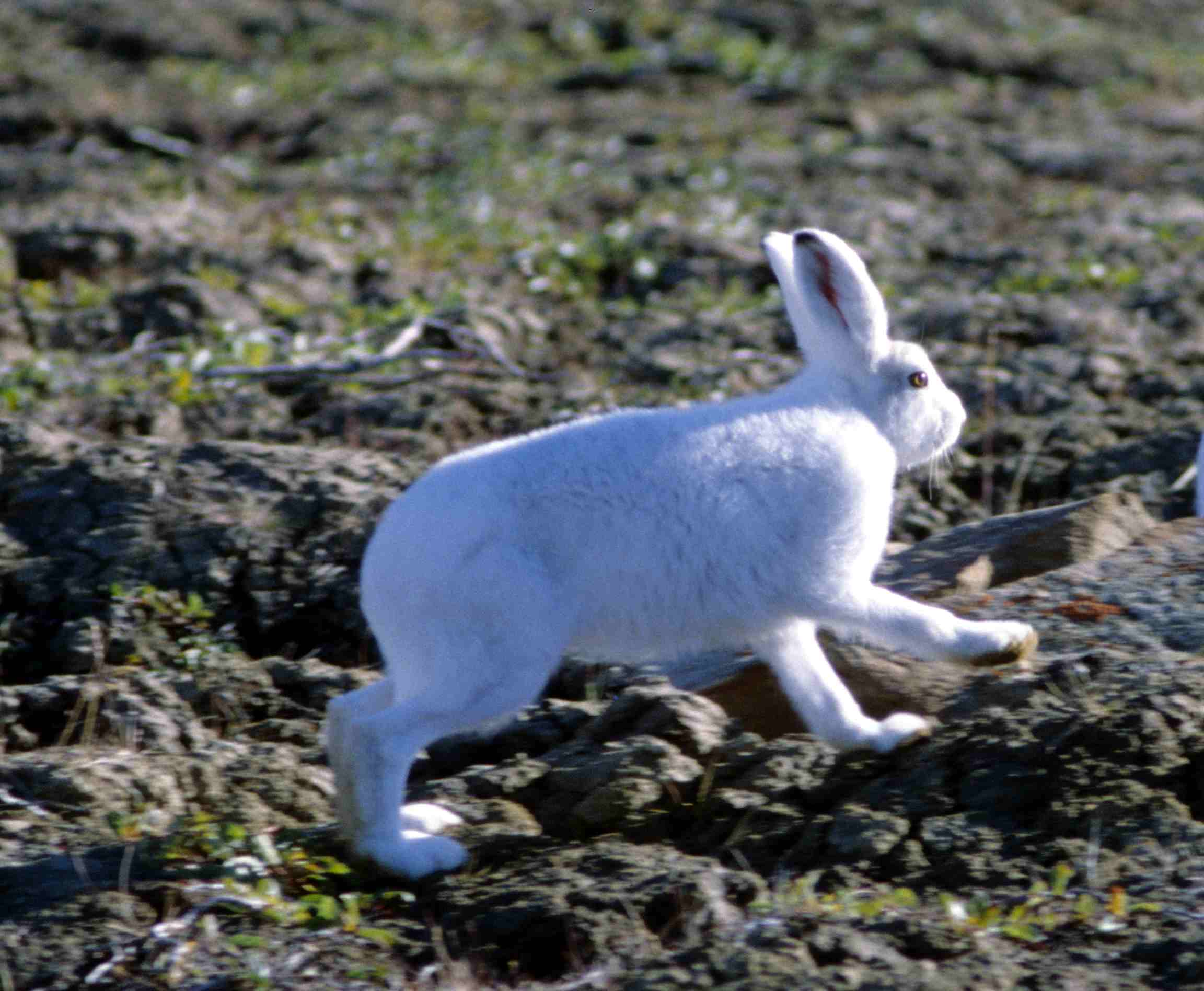
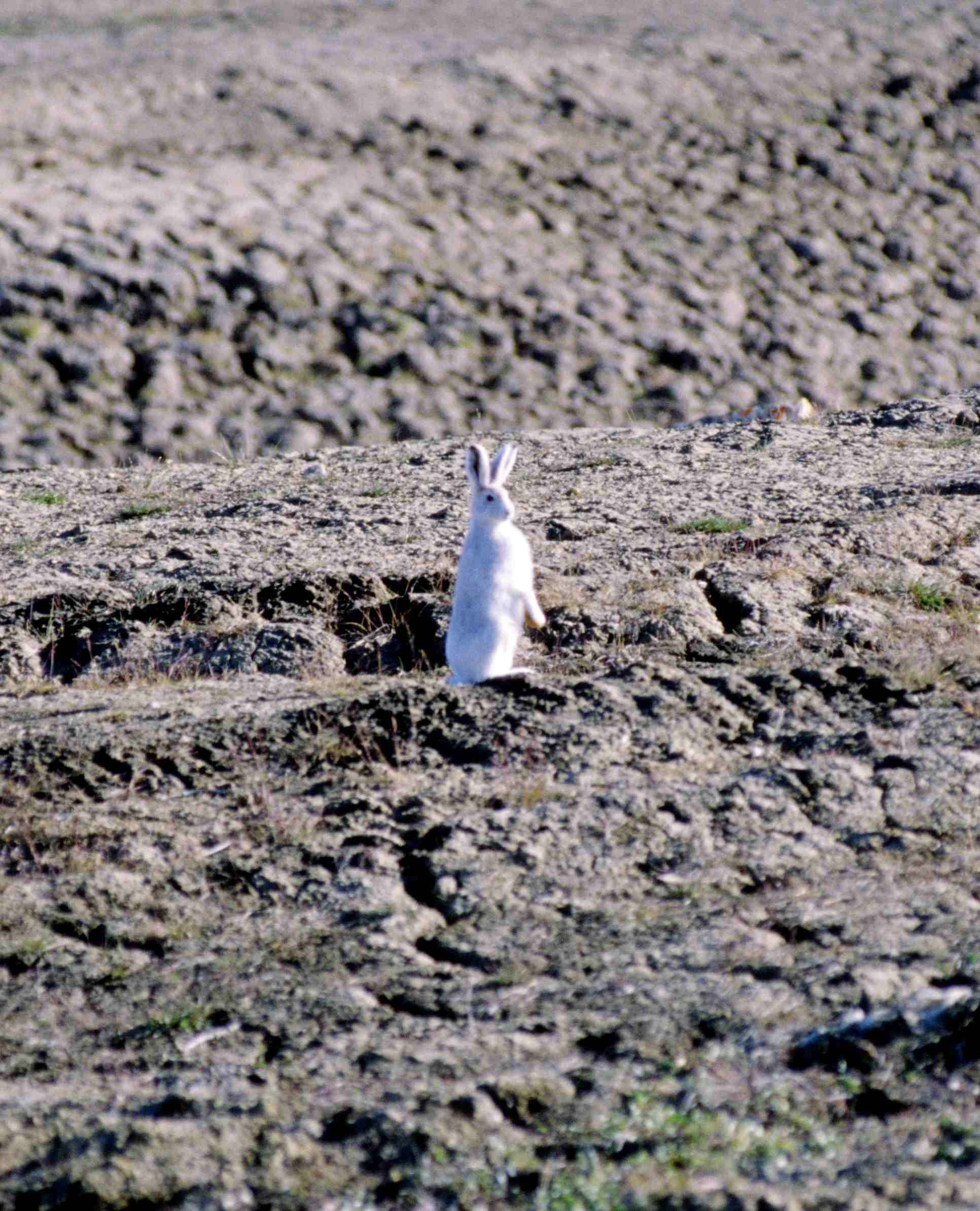
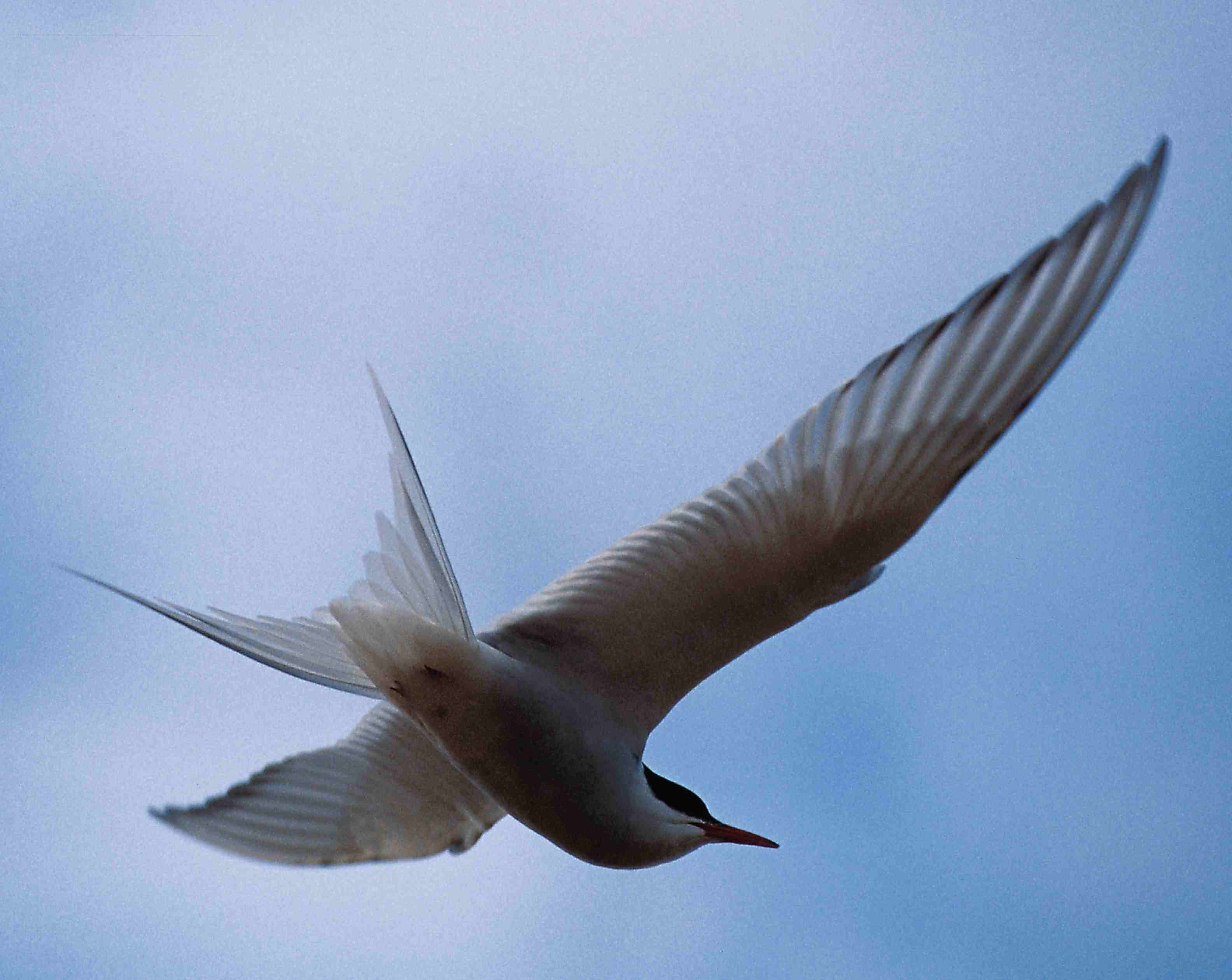